# Antal Dunai
Antal Dunai (Gara, 21 marzo 1943) è un allenatore di calcio ed ex calciatore ungherese, di ruolo attaccante. È il fratello minore di János Dunai, anch'egli calciatore.

## Carriera
Conosciuto anche come Dunai II, vinse l'oro Olimpiadi 1968 e l'argento alle Olimpiadi 1972, in cui complessivamente segnò 13 reti in altrettanti incontri. Risulta anche tra i convocati delle Olimpiadi 1964, ma non è stato premiato con la medaglia d'oro poiché non giocò alcun incontro. Ha partecipato anche al campionato d'Europa 1972 concludendo la sua carriera internazionale con 31 presenze e 9 reti.
Nei club ha legato la sua figura all'Újpest, che all'epoca si chiamava Újpesti Dózsa.

## Palmarès

### Giocatore

#### Club
- Campionato ungherese: 7

Ujpest: 1969, 1970, 1970-1971, 1971-1972, 1972-1973, 1973-1974, 1974-1975
- Coppa d'Ungheria: 3

Ujpest: 1969, 1970, 1974-1975

#### Nazionale
- Oro olimpico: 2

Tokyo 1964, Città del Messico 1968
- Argento olimpico: 1

Monaco di Baviera 1972

#### Individuale
- Capocannoniere della Coppa Mitropa: 1

1966-1967 (9 gol)
- Capocannoniere del campionato ungherese: 3

1967 (36 gol), 1968 (31 gol), 1970 (14 gol)
- Capocannoniere della Coppa dei Campioni: 1

1971-1972 (5 gol ex aequo con Silvester Takač e Lou Macari)

### Allenatore
- Segunda División B: 1

Xerez: 1981-1982